# Egbert Hirschfelder
Egbert Hirschfelder (Berlín, 13 de julio de 1942-Berlín, 31 de mayo de 2022) fue un deportista alemán que compitió para la RFA en remo.
Participó en dos Juegos Olímpicos de Verano en los años 1964 y 1968, obteniendo dos medallas, oro en Tokio 1964 y oro en México 1968. Ganó tres medallas en el Campeonato Europeo de Remo entre los años 1963 y 1967.

## Palmarés internacional
| Representando al Equipo Alemán Unificado |                           |                  |                    |
| Juegos Olímpicos                         |                           |                  |                    |
| Año                                      | Lugar                     | Medalla          | Prueba             |
| 1964                                     | Tokio (Japón)             | Medalla de oro   | Cuatro con timonel |
| Representando a la RFA                   |                           |                  |                    |
| Juegos Olímpicos                         |                           |                  |                    |
| Año                                      | Lugar                     | Medalla          | Prueba             |
| 1968                                     | Ciudad de México (México) | Medalla de oro   | Ocho con timonel   |
| Campeonato Europeo                       |                           |                  |                    |
| Año                                      | Lugar                     | Medalla          | Prueba             |
| 1963                                     | Copenhague (Dinamarca)    | Medalla de oro   | Cuatro con timonel |
| 1964                                     | Ámsterdam (Países Bajos)  | Medalla de plata | Cuatro con timonel |
| 1967                                     | Vichy (Francia)           | Medalla de oro   | Ocho con timonel   |